# Ernst Hirschl
Ernst Hirschl (1. listopadu 1888 Český Krumlov – 12. března 1946 České Budějovice) byl československý politik německé národnosti, poslanec Národního shromáždění za Komunistickou stranu Československa, za války nacistický aktivista, popravený pak československými úřady.

## Biografie
Narodil se v Českém Krumlově do rodiny strážníka Josefa Hirschla a jeho manželky Marie, rozené Hableové. 
V roce 1913 se v rodném městě oženil s Katharinou Pelzovou, dcerou zbrojíře Karla Pelze. Během první světové války byl účastníkem bojů na srbské a ruské frontě, kde padl do zajetí.
V komunálních volbách v roce 1919 v Českém Krumlově zvítězila jím vedená kandidátka Německé sociálně demokratické strany dělnické v ČSR, ale starostou se stal až v květnu 1920 (do roku 1923), předtím zastával post prvního zástupce starosty. Po dalších volbách v roce 1923 pak byl zvolen druhým místostarostou. Podle údajů k roku 1925 byl sekretářem Mezinárodního všeoborového svazu v Českém Krumlově.
V parlamentních volbách v roce 1925 získal za KSČ mandát v Národním shromáždění.
V srpnu 1926 ovšem vystoupil z poslaneckého klubu KSČ a ohlásil návrat k německým sociálním demokratům, v prosinci 1926 byl rozhodnutím volebního soudu zbaven mandátu. Místo něj do sněmovny nastoupil jako náhradník František Škola. Důvodem Hirschlova odchodu z komunistické strany byly jeho problémy s alkoholem a dluhy, které vedly i ke zpronevěře části odborových fondů. Po vyloučení z KSČ žil koncem 20. let 20. století v bídě a u prezidenta republiky za něj intervenoval Hans Spiro, majitel papíren ve Větřní. Politicky se angažoval v odborové organizaci Německé demokratické svobodomyslné strany. V červnu 1927 a září 1928 byl krajskými soudy v Český Budějovicích, resp. Plzni odsouzen na osm, resp. čtyři měsíce vězení dle Zákona na ochranu republiky za různé převážně slovní delikty spácháné na jaře 1926. Za druhé světové války se přidal k nacistům, byl členem oddílů SA, vyhrožoval místním Čechům v Českém Krumlově. Za to byl 12. března 1946 Mimořádným lidovým soudem odsouzen k trestu smrti a ještě téhož dne oběšen.